# Telmatoscopus obtusus
Telmatoscopus obtusus är en tvåvingeart som beskrevs av Wagner och Andersen 2007. Telmatoscopus obtusus ingår i släktet Telmatoscopus och familjen fjärilsmyggor.
Artens utbredningsområde är Tanzania. Inga underarter finns listade i Catalogue of Life.